# Хосе Маріа Рейна (дизайнер)
Хосе Маріа Рейна (José María Reina) (Утрера, Севілья, 1951 - Барселона, 2016) – іспанський дизайнер-самоучка. Належить до покоління митців, котрі просували Барселону, як місто, що є еталоном в області промислового дизайну.
Його дизайн – інноваційний та трансцендентний як за своєю формою, так і у виборі матеріалів. Хосе Маріа Рейна займався створенням годинників з 2001 року. Використовуючи свої напрацювання в області дизайну меблів і ювелірних виробів, Хосе Маріа Рейна об'єднав ці два проекти і почав створювати нові концепти годинників. Завдяки своїй конструкції, настінні годинники повернули свій статус як декоративний елемент престижу та оригінальності для будинків, офісів та громадських приміщень.
У 2001 році разом з ювеліром Анхельсом Арруфатом (Angels Arrufat) створив годинникову компанію Nomon. Колекції годинників Nomon були представлені на найбільших національних і міжнародних виставках Maison & Objet, ICFF [Архівовано 26 січня 2000 у Wayback Machine.] в Нью-Йорку і Міланському меблевому салоні. Представлені моделі для виставок Tacon, Barcelona, Axioma, Dos Puntos, Double O, OJ зараз можна побачити в аеропортах, офісах, залах очікування, готелях і в домашньому інтер'єрі. 